# Verfolgung von Saarlouiser Klerikern während der Französischen Revolution

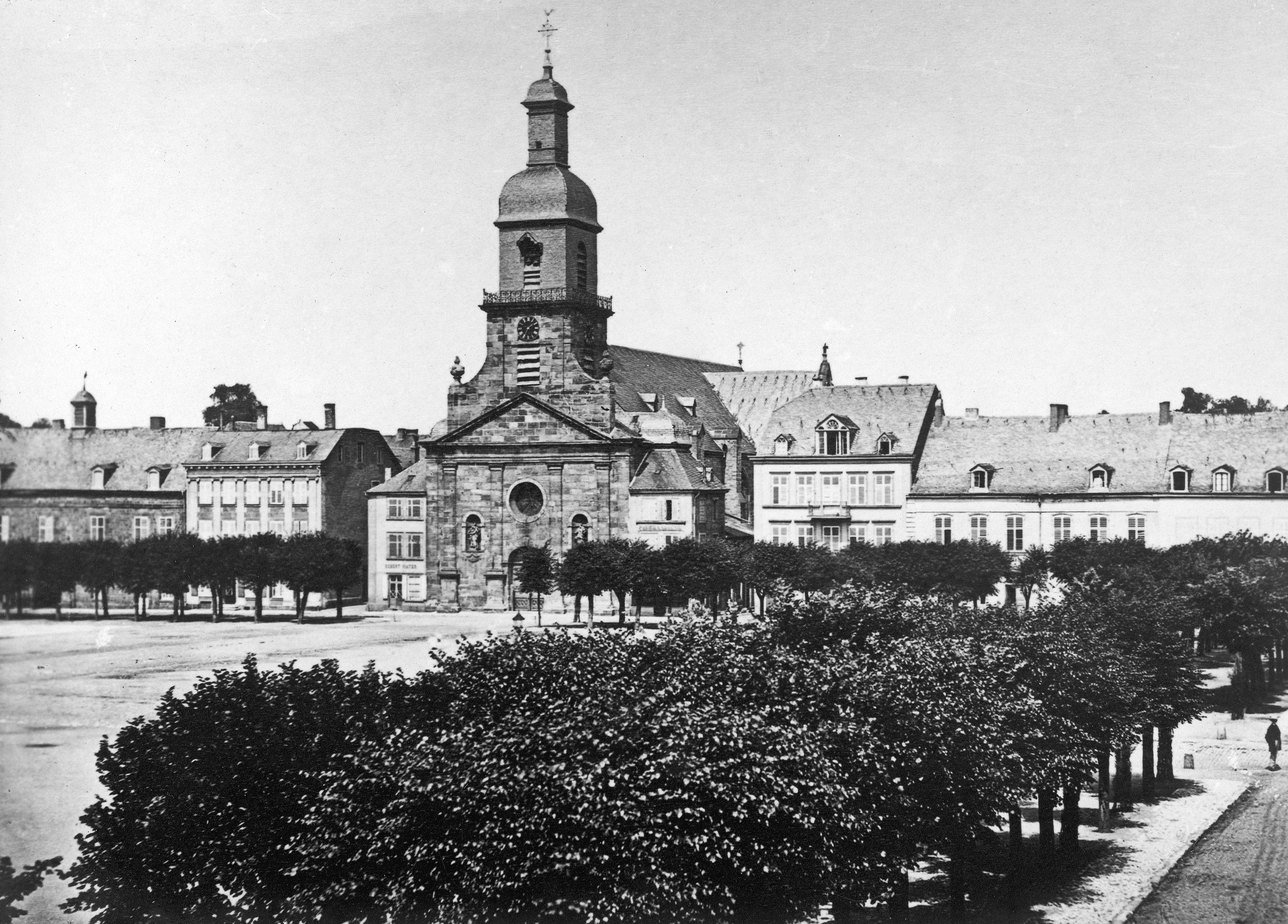
St. Ludwig (Saarlouis), Ehemalige Barockkirche

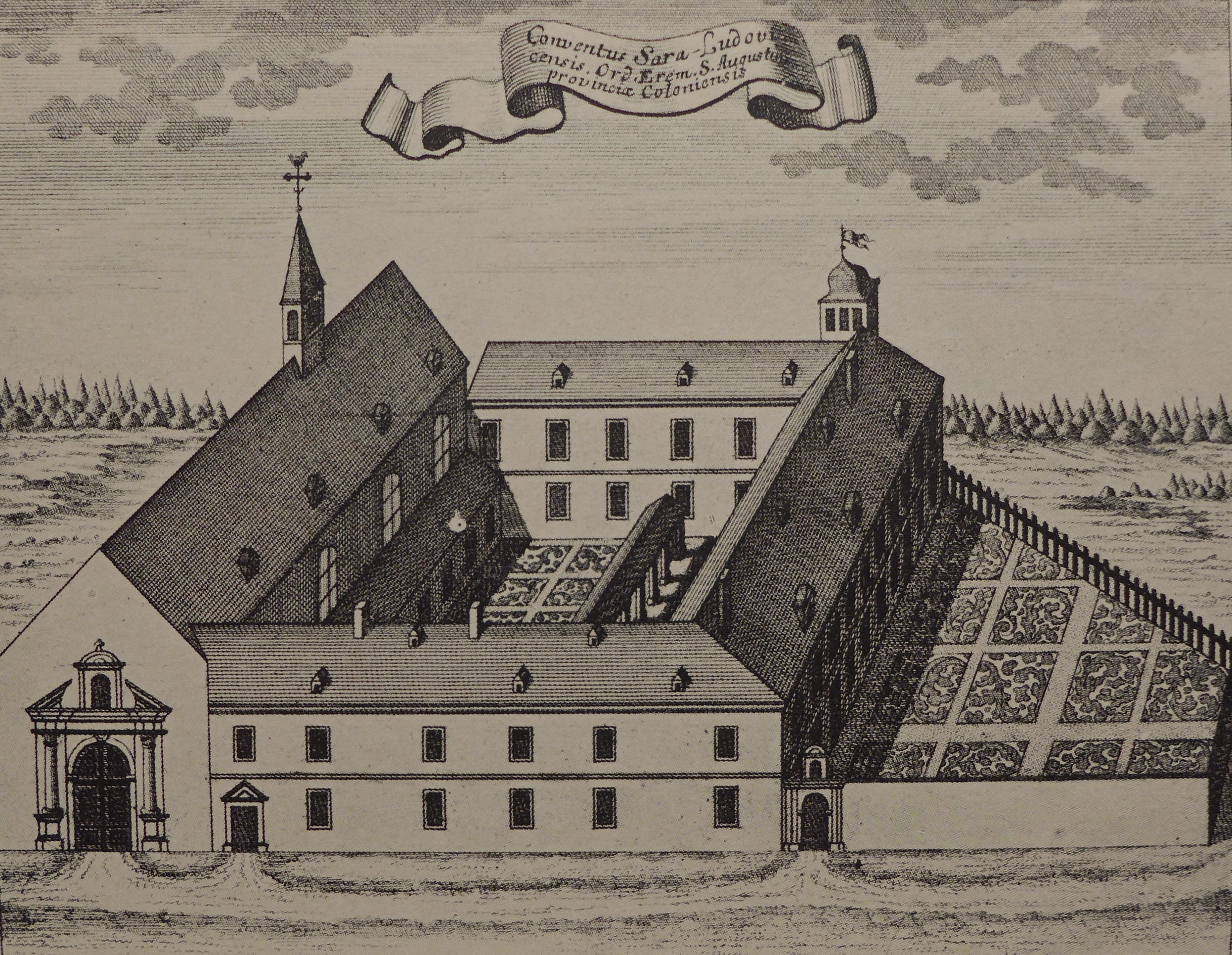
Saarlouis, Ehemaliges Augustinerkloster

Im Rahmen der Religionsverfolgungen in der Französischen Revolution war die durch den französischen König Ludwig XIV. gegründete katholische Saarlouiser Stadtpfarrgemeinde St. Ludwig starken staatlichen Repressionsmaßnahmen ausgesetzt. Von diesen Maßnahmen waren insbesondere auch zahlreiche Saarlouiser Kleriker betroffen. 
Die historischen Quellen überliefern folgende Schicksale: 
- Mathieu-Nicolas Baudouin (geboren in Fixheim in Lothringen) verweigerte den vorgeschriebenen Treueeid und floh ins deutsche Reichsgebiet. Er ging später nach Straßburg und wurde amnestiert, nachdem er sich am 18. Germinal XI (8. April 1803) eidlich zur Anerkennung der Republik verpflichtet hatte.
- Christophe Justin Bichelberger wurde am 24. Floréal II (13. Mai 1794) durch die Stadtverwaltung von Sarrelibre angezeigt und durch die Departementsverwaltung auf die Emigrantenliste gesetzt.
- Der Rekollektenpater Bogard aus Sarrelibre wurde auf Anordnung des Munizipalrates am 24. Florál II (13. Mai 1794) ebenfalls auf die Emigrantenliste gesetzt.
- Jean Capistran Kremer befand sich am 18. Juli 1793 als Emigrant bei den Franziskanern in Trier.[1]
- Der in Saarlouis im Jahr 1753 geborene Augustinerpater Jean-Baptiste Dève, der im Jahr 1776 in Metz seine Profess abgelegt hatte und im Jahr 1790 in seine Heimatstadt zurückgekehrt war, wurde im Jahr II (1793/1794) auf die Emigrantenliste gesetzt. Daraufhin wurde in der Wohnung seiner Mutter in der Deutschen Straße eine Hausdurchsuchung angeordnet, um nach dem untergetauchten Sohn zu fahnden. Dève tauchte im Jahr 1802 wieder in Metz auf und bat dort um Begnadigung, die ihm vom Präfekten schließlich gewährt wurde. Ab 1810 wirkte Dève als Hilfspfarrer in Gertingen und starb dort am 8. Juli 1814.
- Augustinerpater Louis Bettinger floh im Juni 1793 nach Trier.
- Der Prior des Saarlouiser Augustinerkonventes, Etienne Brivé, floh im Juli 1793 ebenfalls nach Trier.
- François Dommers, der in Saarlouis Schüler am Augustinerkolleg gewesen war, floh nach Trier, wo er im März 1791 zum Priester geweiht wurde.
- Der in Saarlouis im Jahr 1761 geborene Prämonstratenserpater aus Wadgassen, Matthias Fissabre, emigrierte ins Reichsgebiet. Im Jahr X (1801/1802) bat er in Frankfurt am Main vor dem französischen Gesandten um Begnadigung und wurde nach seiner Rückkehr nach Saarlouis am 30. Thermidor XI (18. August 1803) amnestiert. Im gleichen Jahr wurde er Pfarrer in Waldwiese in Lothringen, wo er im Jahr 1843 starb.
- Der gebürtige Saarlouiser Kapuzinerpater Nicolas-François Hein wirkte beim Ausbruch der Revolution in Metz und hielt sich dann einige Zeit im Rekollektenkloster in Bolchen auf, von wo er im Jahr 1792 flüchtete. Heim starb im Jahr 1804 in Saarlouis.
- Der in Saarlouis geborene Augustinerpater Johann Peter Jager legte im Jahr 1786 im Augustinerkloster in Metz seine Profess ab. Daraufhin studierte er in Paris Philosophie und Theologie. Im Jahr 1790 wurde er in Paris zum Priester geweiht. Im selben Jahr kehrte Jager nach Saarlouis heim. Nach Aufenthalten im Rheinland, Süddeutschland, der Schweiz und im Salzburgischen kam er erst im Jahr X (1801/1802) wieder nach Saarlouis zurück. Ab 1803 war er Vikar in Saaralben, bevor er von 1804 bis 1807 in der Erzdiözese Salzburg wirkte. Ab 1807 war er Hilfspfarrer in Kirweiler, 1810 in Ittersdorf, 1814 in Kedingen, wo er am 1. Dezember 1825 starb.
- Der aus Bolchen stammende Lisdorfer Kapuzinerpater Jean Nicolas Cabé wurde aufgrund der heimlichen Amtsausübung am 1. Nivôse VI (21. Dezember 1797) in Niederfillen verhaftet und von der Departementsverwaltung am 18. Ventôse VI (8. März 1798) zur Deportation nach Französisch-Guayana verurteilt. Dort starb er am 15. November 1798.
- Kapuzinerpater Eduard (Sébastien) Felcker bat am 9. Prairial X (29. Mai 1802) den Metzer Präfekten um Begnadigung und wurde am 1. Pluviôse XI (21. Januar 1803) amnestiert.
- Der gebürtige Saarlouiser Priester Contellée, ein Schüler des Saarlouiser Augustinerkollegs, studierte in Trier und wurde dort zum Priester geweiht, bevor er als Vikar nach Büdesheim ging. Als er aufgrund des Todes seines Vaters im Jahr III (1794/1795) nach Saarlouis heimkehrte, wurde er als eidverweigernder Priester verhaftet und in Metz eingekerkert. Bei Gerichtsverhandlungen im Jahr V (1796/1797) gestand Contellée, in der Gegend von Busendorf geistliche Handlungen vorgenommen zu haben. Sein weiteres Schicksal ist nicht überliefert.
- Der Weltpriester Nicolas Gannes wurde aufgrund einer Anzeige der Stadtverwaltung von Sarrelibre am 24. Floréal II (13. März 1794) auf die Emigrantenliste gesetzt.
- Der am 4. April 1751 in Saarlouis geborene Priester Louis Hayer, der am Großen Seminar in Poitiers als Professor lehrte, wurde am 12. Germinal I (1. April 1793) wegen konterrevolutionärer Aktionen zum Tode verurteilt und am Folgetag in Niort auf der Guillotine hingerichtet.
- Der ebenfalls in Saarlouis geborene Pfarrer von Ebersweiler im Kanton Busendorf (Bouzonville), Gaspard-Casimir Henry, wurde während der Schreckensherrschaft des Wohlfahrtsausschusses wegen angeblicher Verschwörung mit inneren und äußeren Feinden der Revolution am 7. Ventôse II (25. Februar 1794) in Paris zum Tode verurteilt und enthauptet.[2][3][4][5]